# The Golden Blaze
The Golden Blaze es una película de animación y familiar de 2005, dirigida por Bryon E. Carson, escrita por Archie Gips, musicalizada por Joseph Williams y los protagonistas son Blair Underwood, Michael Clarke Duncan y Sanaa Lathan, entre otros. El filme fue realizado por 120dB Films, Aurum Digital Entertainment, DH Institute of Media Arts y Urban Entertainment Group, se estrenó el 10 de mayo de 2005.

## Sinopsis
La competencia en el patio del colegio de dos niños afroamericanos se torna incontrolable en el momento que sus padres obtienen superpoderes.